# إيدي كوي
إيدي كوي (بالإنجليزية: Eddy Cue)‏ (و. 1964  م) هو شخصية أعمال، وعالم حاسوب أمريكي، ولد في ميامي.

## التعليم
تعلم في جامعة ديوك
.